# Ruisrock

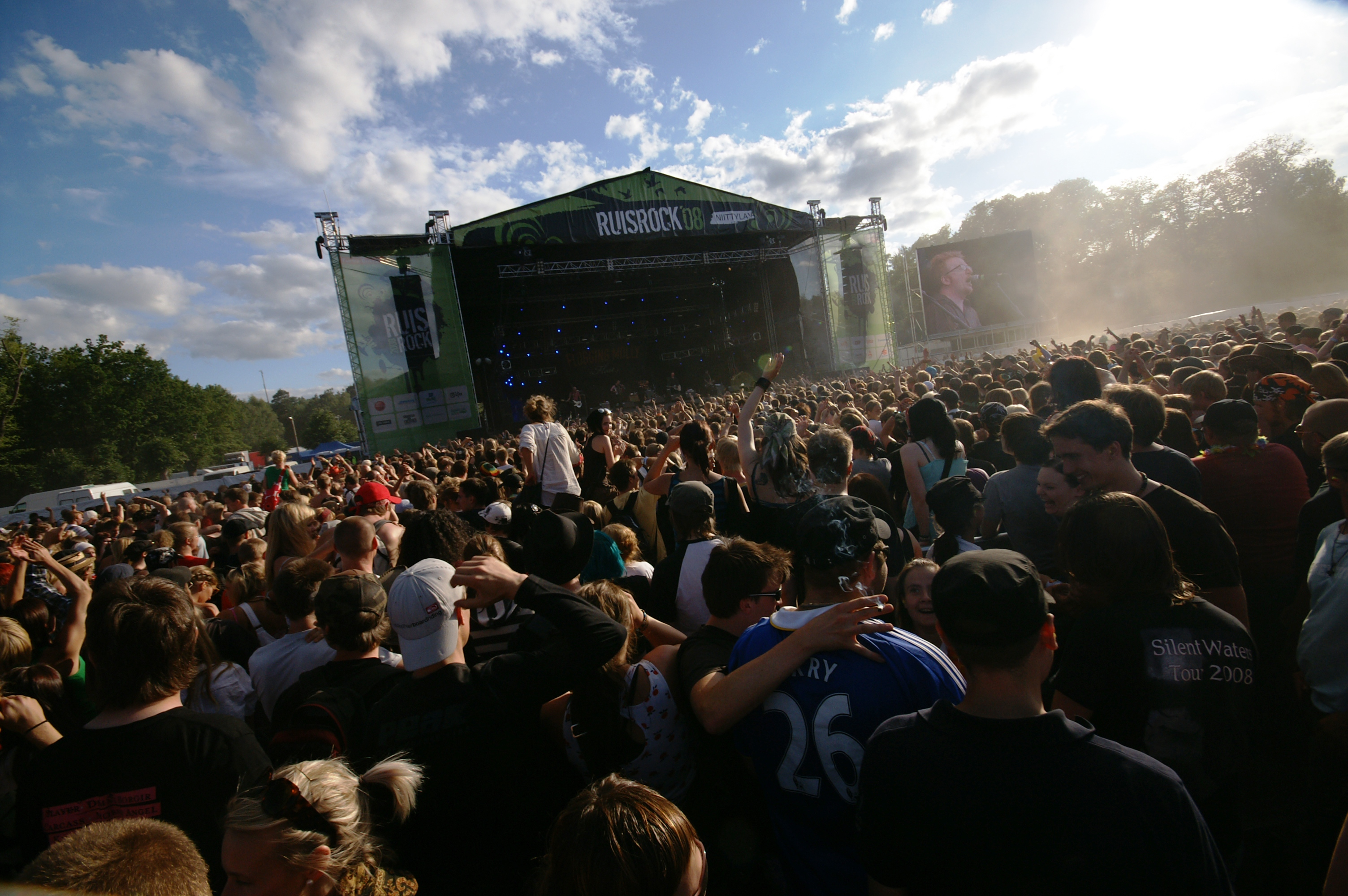
Ruisrock

Ruisrock är en finländsk musikfestival främst riktad till artister inom rock och metal. Längs med åren har även de flesta andra former av musik börjat dyka upp på festivalen. Festivalen arrangeras årligen på ön Runsala i Åbo och har sitt ursprung på 70-talet. Det är således den äldsta rockfestivalen i Finland samt den näst äldsta rockfestivalen i hela Europa.

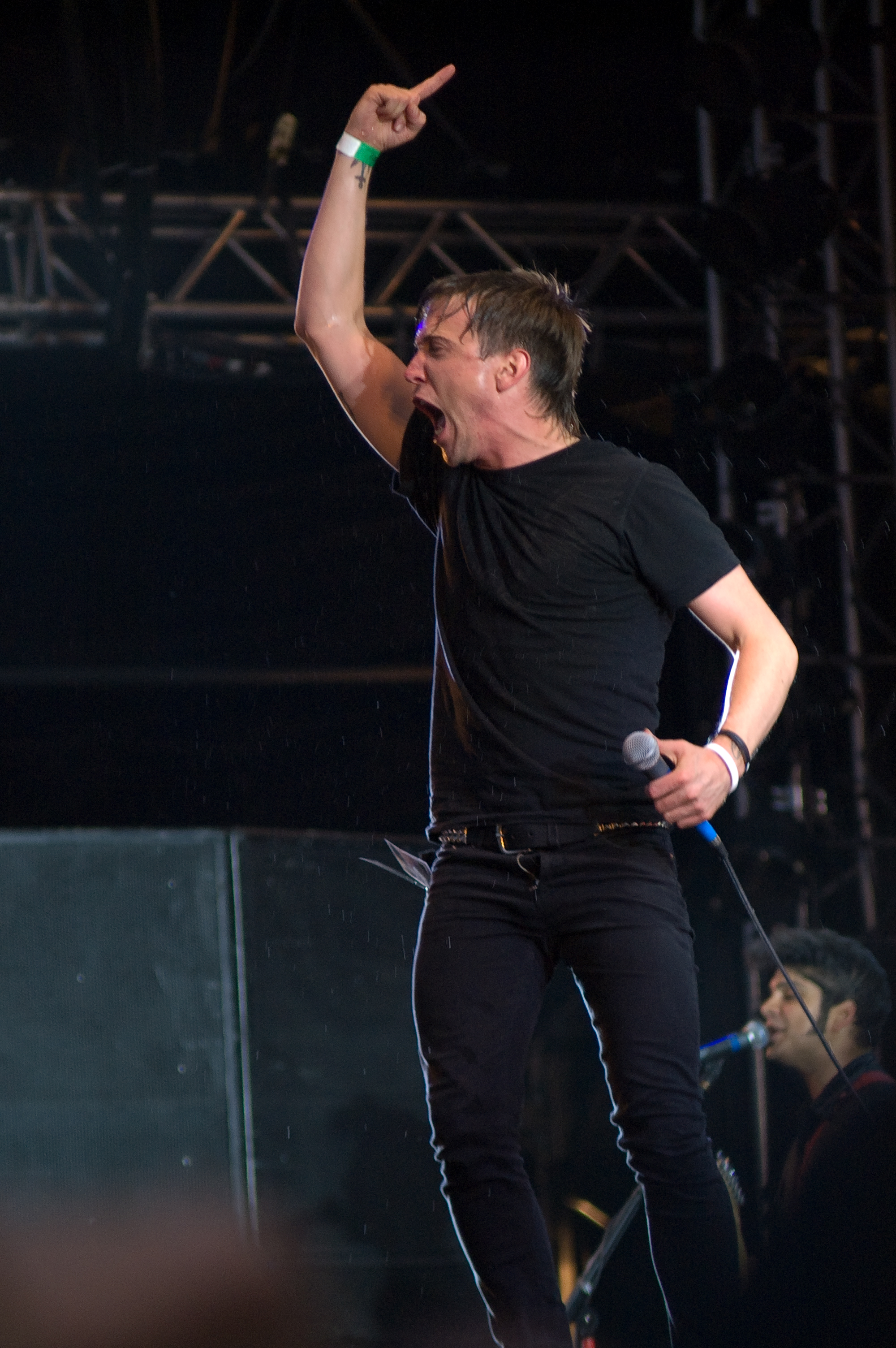
Billy Talent

Bland artister som uppträtt på Ruisrock kan nämnas bland andra Rammstein, Metallica, Iron Maiden, Bon Jovi, Nirvana, U2, The Rasmus och HIM. Andra artister som går utanför rockgenren som uppträtt på Ruisrock är Axwell ^ Ingrosso, Ellie Goulding, David Guetta, Wiz Khalifa mm..
År 2009 drog festivalen 92000 besökare, och det rekordet slogs år 2014 då besökarantalet var uppe i 93 000. År 2015 slogs rekordet återigen då besökarantalet steg upp till 95 000.

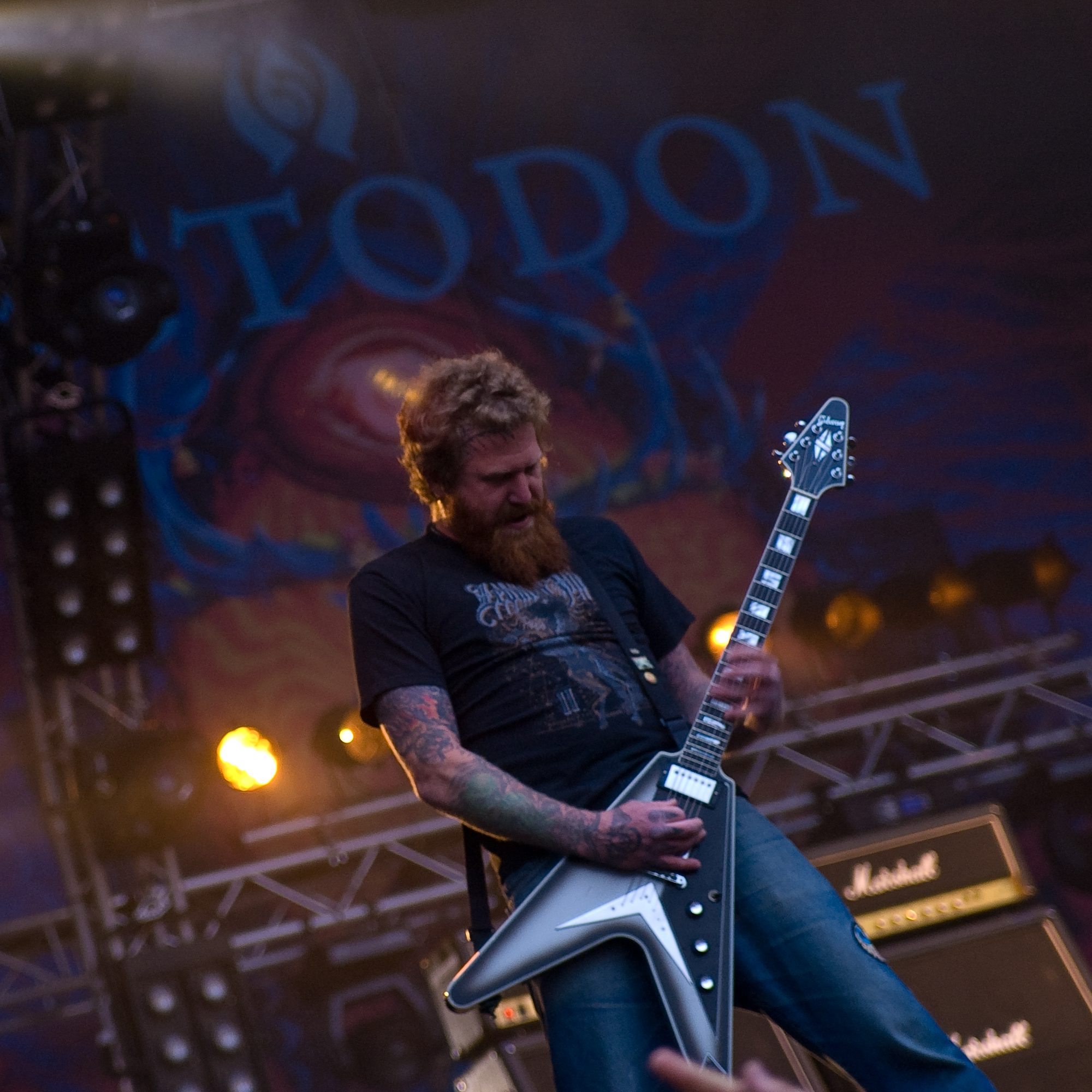
Mastodon